# Zaránk
Zaránk község Heves vármegye Hevesi járásában.

## Fekvése
Gyöngyöstől délkeletre fekszik, a vármegye déli széle közelében. A közvetlen szomszédos települések: észak felől Nagyfüged, északkelet felől Tarnazsadány, kelet felől Tarnaméra, dél felől Erk, nyugat felől pedig Visznek.

### Megközelítése
Csak közúton közelíthető meg, Tarnaméra vagy Erk érintésével, mindkét irányból a 3205-ös úton.

## Története
Zaránk nevét a ma ismert források közül 1274-ben említette először oklevél,  Zaranca néven, mint az újvári várszerkezet tartozékát. Eszerint tehát akkor királyi várbirtok volt, melyet IV. László király 1274-ben kivett a várkötelék alól, és eladományozott.
1307-ben már az Aba nemzetséghez tartozó Kompolt fia Péter birtoka volt, ugyanis nevezett Péter, ebben az évben Varasfogasi Füle fiai Mihálytól és Miklóstól a Tarna jobb partján Visznek és Zsadány között eső Vécsföldét 40 ezüst márkáért megvette, a határleírás szerint a földterület Péternek Zaránk (Szurduk) nevű birtoka mellett feküdt.
Az 1325. évi osztozkodáskor Zaránkot István, a későbbi hevesi főispán, a nánai Kompolthi család őse nyerte.
1468-ban Zarang néven említették az oklevelekben, ekkor Kompolthi Miklós birtokában találjuk, de Kompolthi János leányának, Margitnak Szén Jánostól született fiai: György és Péter, szintén részt követelve maguknak Zaránkból, Kompolthit perbe idéztették. A Kompolthi János fiai, Zsigmond és Ferenc, valamint Országh Mihály fiai között 1522-ben kötött örökösödési szerződés értelmében a Kompolthiak kihaltával a gúti Országh családé lett.
Az 1552. évi adóösszeírás szerint Bornemisza Imrének itt három portája volt. 1554-ben 6, 1564-ben 8 portát írtak itt össze.
Országh Kristóf örökös nélküli halála után, 1570-től I. Miksa király a Országh Borbálának, enyingi Török Ferenc hitvesének adományozta, majd 1606-tól a nyáregyházi Nyáry család lett a birtokosa.
Az 1635. évi összeírásban 2 3/4, 1647-ben fél portával volt felvéve. 1650-től 1701-ig többször is átruházták a birtokjogot. 1693-ban mint puszta, Deák Pál ezredes birtoka.
1701-ben Almásy János és Mihályi Pál a birtokosai. Ettől kezdve az Almásyak és a velük rokon Czóbel, Stőszel, Szeleczky, Gosztonyi családok kezén maradt a birtokjog.
A falu 1687 körül elpusztult, 1701-ben újra benépesült. Lélekszáma 1787-ben 566, 1860-ban 752 fő volt.

## Közélete

### Polgármesterei
- 1990–1994: Géczi István (független)[3]
- 1994–1998: Csintalan István (független)[4]
- 1998–2002: Csintalan István (független)[5]
- 2002–2006: Csintalan István (független)[6]
- 2006–2010: Csintalan István (független)[7]
- 2010–2014: Csintalan István (független)[8]
- 2014–2019: Csintalan István (független)[9]
- 2019–2024: Urbán László (független)[10]
- 2024– : Urbán László (független)[1]

## Népesség
A település népességének változása:
| Lakosok száma | 413  | 418  | 410  | 469  | 436  | 456  | 453  |
|               | 2013 | 2014 | 2015 | 2021 | 2022 | 2023 | 2024 |

2001-ben a település lakosságának közel 100%-a magyar nemzetiségűnek vallotta magát.
A 2011-es népszámlálás során a lakosok 91,5%-a magyarnak, 0,7% cigánynak, 0,2% németnek, 0,2% örménynek mondta magát (8% nem nyilatkozott; a kettős identitások miatt a végösszeg nagyobb lehet 100%-nál). Vallási megoszlás szerint: római katolikus 72,3%, református 4,7%, görögkatolikus 0,7%, evangélikus 0,2%, felekezeten kívüli 7% (14,1% nem nyilatkozott).
2022-ben a lakosság 92%-a vallotta magát magyarnak, 2,1% cigánynak, 0,9% németnek, 0,2% bolgárnak, 0,2% ukránnak, 0,2% románnak, 1,6% egyéb, nem hazai nemzetiségűnek (7,6% nem nyilatkozott; a kettős identitások miatt a végösszeg nagyobb lehet 100%-nál). Vallásuk szerint 41,3% volt római katolikus, 3,9% református, 0,9% görög katolikus, 0,7% evangélikus, 2,3% egyéb keresztény, 1,4% egyéb katolikus, 16,7% felekezeten kívüli (32,6% nem válaszolt).

## Nevezetességei
- Római katolikus temploma – egyhajós, egy homlokzati tornyos késő barokk templom. 1782-ben fejezték be az építését.